# Stazione di Bovolone
Stazione di Bovolone vasútállomás Olaszországban, Veneto régióban, Bovolone településen.

## Vasútvonalak
Az állomást az alábbi vasútvonalak érintik:
- Verona-Rovigo-vasútvonal

## Kapcsolódó állomások
A vasútállomáshoz az alábbi állomások vannak a legközelebb: 
- Stazione di Cerea
- Stazione di Isola della Scala